# Tachyphyle apicibadia
Tachyphyle apicibadia är en fjärilsart som beskrevs av Louis Beethoven Prout 1932. Tachyphyle apicibadia ingår i släktet Tachyphyle och familjen mätare. Inga underarter finns listade i Catalogue of Life.